# Bilyj Kolodjas
Bilyj Kolodjas (ukrainisch Білий Колодязь; russisch Белый Колодезь Bely Kolodes) ist eine Siedlung städtischen Typs im Norden der ukrainischen Oblast Charkiw mit etwa 3800 Einwohnern (2019).

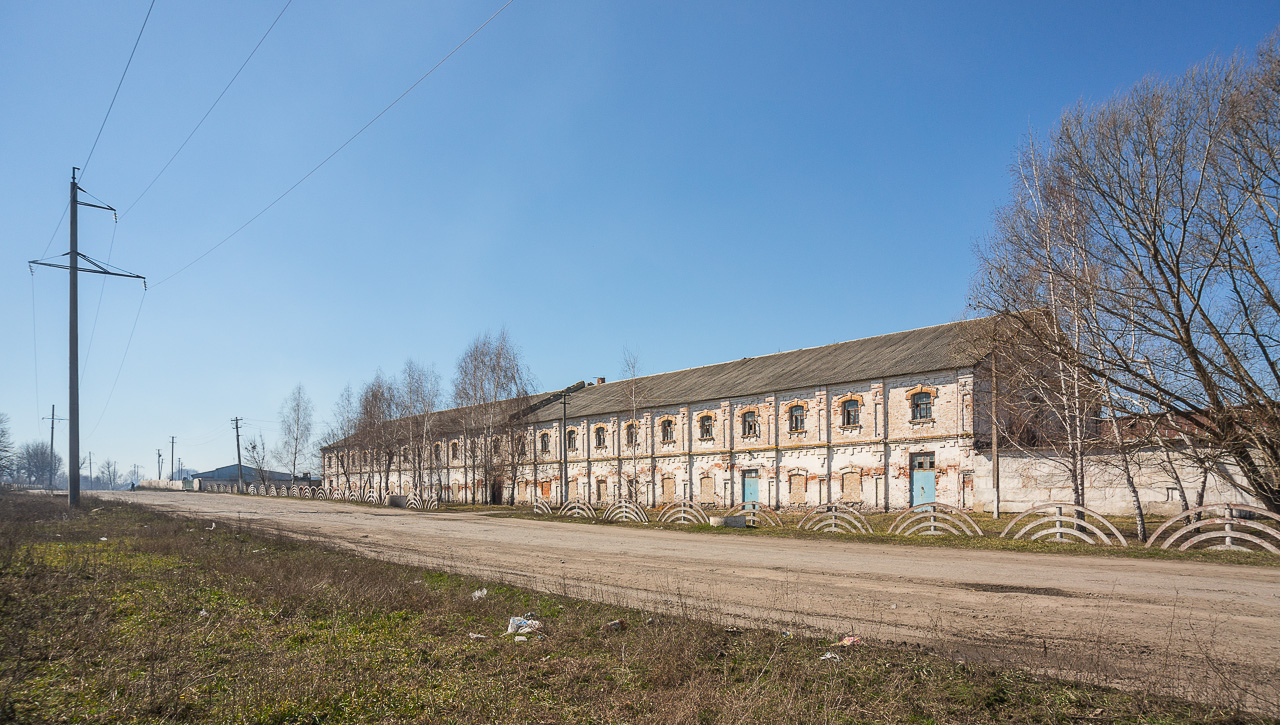
Zuckerfabrik im Dorf

Die Siedlung befindet sich 87 km nordöstlich vom Oblastzentrum Charkiw und 16 km südöstlich vom ehemaligen Rajonzentrum Wowtschansk an der Territorialstraße T–21–04.
Die 1760 gegründete Ortschaft, deren erste Erwähnung aus der zweiten Hälfte des 18. Jahrhunderts stammt, besitzt eine Bahnstation an der Bahnstrecke Belgorod–Kupjansk und ist seit 1938 eine Siedlung städtischen Typs.
Am 12. Juni 2020 wurde die Siedlung ein Teil der neu gegründeten Stadtgemeinde Wowtschansk; bis dahin bildete sie zusammen mit den Dörfern Semljanyj Jar (Земляний Яр) und Wolochiwske (Волохівське) die gleichnamige Siedlungsratsgemeinde Bilyj Kolodjas (Білоколодязька селищна рада/Bilokolodjaska selyschtschna rada) im Zentrum des Rajons Wowtschansk.
Am 17. Juli 2020 wurde der Ort ein Teil des Rajons Tschuhujiw.
Im Verlauf des Ukrainekrieges wurde der Ort im Februar 2022 durch russische Truppen besetzt, im Zuge der Ukrainische Gegenoffensive in der Ostukraine kam der Ort am 11. September 2022 wieder unter ukrainische Kontrolle.